# Gianluigi Stanga
Gianluigi Stanga (* 28. November 1949 in Bergamo, Italien) ist ein italienischer Radsport-Manager.

## Leben und Wirken
Stanga erwarb einen Master-Abschluss von der Wirtschaftsuniversität Luigi Bocconi Mailand.
Er war erfolgreicher Radsport Amateurfahrer. An der School of the Sport of the Olympic Committee qualifizierte er sich zum Team-Manager im Profi-Radsport. Nach einigen Jahren als Berater des italienischen Radsportverbandes war er von 1979 bis 1983 für den griechischen Radsportverband tätig. Seit 1983 leitete er professionelle Radsportteams, u. a. Team Polti und Domina Vacanze. 2006 und 2007 war er eine Schlüsselfigur beim neu gegründeten italienisch-deutschen Team Milram: Ihm gehörte die ProTeam-Lizenz, die Fahrer waren bei ihm angestellt.
In seiner „Dopingbeichte“ Ende Juni 2007 enthüllte Jörg Jaksche, wie Stanga über Jahre junge Radfahrer systematisch ans Doping heranführte. Stanga wurde daraufhin vom Team Milram bei der Tour de France 2007 nicht mehr eingesetzt, die Zusammenarbeit wurde beendet. Seit 2008 ist er für den italienischen Radsportverein U.C. Bergamasca 1902 tätig.
Stanga war Manager von Francesco Moser, Gianbattista Baronchelli, Laurent Fignon, Gianni Bugno, Tony Rominger, Mauro Gianetti, Davide Rebellin und Richard Virenque.